# لییانگ
لِییانگ (به لاتین: Leiyang) یک شهر در چین است که در هنگیانگ واقع شده‌است. لییانگ ۲٬۶۵۶ کیلومتر مربع مساحت و ۱٬۱۵۰٬۲۴۱ نفر جمعیت دارد.